# Provenhuis van Helena van Oosthoorn
Het Provenhuis Helena van Oosthoorn is een voormalig 'hofje' aan de Koningsweg 70 in Alkmaar. 
Helena was de oudere zus van Laurens van Oosthoorn. Ze trouwde in 1646 met de bekende Alkmaarse schilder Caesar Boëtius van Everdingen. Tijdens zijn leven was hij al een beroemdheid. Hij kreeg prestigieuze opdrachten, zo werkte hij mee aan de schilderingen in de Oranjezaal van Huis ten Bosch. In Alkmaar beschilderde hij de luiken van het hoofdorgel in de Grote Kerk. Het huwelijk met Helena bleef kinderloos. Caesar en Helena waren allebei diepreligieus. In 1655 stichtten ze een opleidingsfonds voor predikanten, dat tot 1806 heeft bestaan. De studenten moesten recht in de leer zijn en blijven, anders konden ze hun toelage wel vergeten. Na de dood van haar man in 1678 leefde Helena nog tot halverwege 1694, ze was toen ruim zeventig jaar oud. In haar laatste testament, dat ze opstelde twee maanden voor haar dood, legde ze vast dat er een provenhuis gesticht moest worden voor een of twee oude vrouwen; in het huis moesten ook de 'conterfeitsels' van haar man en zijn voorouders komen te hangen.
In 1695 werd een huis op de Koningsweg aangekocht, waarin het provenhuis van start ging. Er woonden van meet af aan drie oude vrouwen. Het huis kreeg rond 1738 de nu nog bestaande gevel. De gevelsteen met de naam van het provenhuis dateert uit dezelfde tijd. Onder het fraai weergegeven woord 'ProvenHuys' is de naam van de stichtster te lezen. De ruimte voor het woord 'Oosthoorn' had de steenhouwer te krap bemeten: hij schoof daarom de o's in elkaar en hakte een minuscule slot-n.
Het provenhuis grensde met siertuin annex bleekveld aan de stadsvest. Pas in 1867 werd de wal afgegraven en ontstond de Kanaalkade. Terwijl elders in de tuinen nieuwe huizen werden gebouwd, bleef de oude tuin van het provenhuis intact. Een mooi hekwerk sluit vandaag de dag de tuin af.  
Het tweehoofdige regentencollege behoorde tot de stadselite. In 1896 was de veelbelovende jeugdige stadssecretaris Joachim Nuhout van der Veen een van de regenten. Grote opschudding veroorzaakte in dat jaar zijn ontslag en veroordeling tot een gevangenisstraf van anderhalf jaar. Samen met de gemeenteontvanger Dirk Poll had hij gemeentelijke gelden achterover gedrukt. Ook bij allerlei besturen waarin hij zitting had, had hij geld verduisterd. Hij werd echter niet ontslagen als regent van provenhuis. Wel nam zijn broer gedurende een aantal jaren de functie waar. Of er geld is verdwenen bij het provenhuis van Helena van Oosthoorn is niet bekend. In het archief is het niet meer na te gaan, stukken uit deze periode ontbreken. Er is in ieder geval nooit aangifte gedaan.  
Na 1920 waren verschillende leden van de familie Ringers regenten van het hofje. De familie voelde zich zeer betrokken bij het wel en wee van het provenhuis. Zo schonken vier gebroeders Ringers in 1944 elk een flink bedrag om het huis te verbouwen en verbeteren. Een nieuwe restauratie in de jaren zeventig bleek te kostbaar. In 1972 werd de woning verkocht aan de voorganger van woningstichting Van Alckmaer. De hoogbejaarde regent Theo Ringers verrichtte nog een laatste goed daad: hij schonk de schilderijen van Van Everdingen en zijn familie aan het Stedelijk Museum Alkmaar.